# Köpings församling, Växjö stift
Köpings församling var en församling i Ölands norra kontrakt, Växjö stift och Borgholms kommun.  År 2006 uppgick församlingen i Köpingsviks församling.
Församlingskyrkan var Köpings kyrka.

## Administrativ historik
Församlingen har medeltida ursprung.
Församlingen var fram till 1962 moderförsamling i ett pastorat med Egby församling, där från 15 november 1777 till 1 maj 1879 Borgholms församling ingick. 1962 ingick Köpings församling som moderförsamling i pastoratet Köping, Egby, Löt, Alböke, Föra och Bredsättra. År 2006 uppgick församlingen i Köpingsviks församling.
Församlingskod var 088507.

## Series pastorum
| Ämbetstid              | Namn                                                                         | Levnadstid             |
| (1463)                 | Laurentius                                                                   |                        |
| (1504)                 | Laurentius                                                                   |                        |
| (1547)–1549            | Sigfrid Jönsson                                                              |                        |
| (1554)–(1555)          | Jören                                                                        | d. 1555                |
| 1555–1571              | Laurentius Bartoli (Bartholdi)                                               | d. 1577                |
| 1571–1611              | Jonas Gunnari                                                                | d. 1611                |
| 1613–1651              | Stephanus Jonæ                                                               | d. 1651                |
| 1652–1676              | Jonas Stephani Lippius                                                       | d. 1676                |
| 1677–1706              | Olaus Nicolai Wallinus                                                       | 1639–1706              |
| 1707–1731              | Nicolaus Olai Wallinus                                                       | 1676–1731              |
| 1733–1742              | Lars Segrelius                                                               | 1679–1742              |
| 1743–1786              | Johan Lundh                                                                  | 1701–1786              |
| 1787–1802              | Pehr Hoflund                                                                 | 1731–1802              |
| 1805–1812              | Olof Fornander                                                               | 1751–1812              |
| 1815–1829              | Johan Fredrik Eckerrlund (d. ä.)                                             | 1756–1829              |
| 1831–1840              | Johan Fredrik Eckerlund (d. y.)                                              | 1789–1840              |
| 1844–1854              | Pehr Dahlström                                                               | 1783–1854              |
| 1857–1878              | Abraham Lindwall                                                             | 1796–1878              |
| 1882–1894              | Carl Johan Kjellberg                                                         | 1821–1894              |
| 1896–1924              | Bror Uno Konstantin Johan Helmer Laurentius Stanislaus Alexander Hummerhielm | 1848–1930              |
| 1924–1943              | Anders August Carlsson                                                       | 1872–1950              |
| 1943–(åtminstone 1951) | Tage Anton Valdemar Berggren                                                 | 1904–(åtminstone 1951) |

## Klockare, kantor och organister
| Ämbetstid | Namn               | Levnadstid | Övrigt   |
| --------- | ------------------ | ---------- | -------- |
| 1753-1779 | Lars Ohlsson       | 1728-1779  | Klockare |
| 1779-1814 | Gustaf Höök (Holm) | 1754-      | Klockare |
| 1811-1835 | Johan Ekholm       | 1783-1835  | Kantor   |
| 1830-1853 | J. M. Andersson    | 1805-      | Organist |